# Демократично национално обединение
Демократичното национално обединение (на арабски: التجمع الوطني الديمقراطي‎) е дясноцентристка либерална политическа партия в Алжир.
Тя е основана през 1997 година от представители на управляващия Фронт за национално освобождение, близки до президента Лиамин Зеруал. На проведените малко след това избори партията получава най-голям брой места в парламента, но през следващите години губи влияните си за сметка на Фронта за национално освобождение. Двете партии остават относително близки и образуват трайна коалиция, като Демократичното национално обединение е по-силно повлияно от икономическия либерализъм. Лидерът на обединението Ахмед Уяхия е министър-председател през 1995-1998, 2003-2006 и от 2008 година.
На парламентарните избори през 2012 година Демократичното национално обединение е на второ място, като получава 68 от 462-те места в долната камара на парламента.